# Oporinia inscriptata
Oporinia inscriptata är en fjärilsart som beskrevs av Donovan 1861. Oporinia inscriptata ingår i släktet Oporinia och familjen mätare. Inga underarter finns listade i Catalogue of Life.